# Awania typica
Awania typica är en insektsart som beskrevs av William Lucas Distant. Awania typica ingår i släktet Awania och familjen hornstritar. Inga underarter finns listade i Catalogue of Life.